# Grandes obras
Las grandes obras son libros que constituyen una base esencial en la literatura de la cultura occidental. Los sets de los libros clásicos varían típicamente de 100 a 150, aunque difieren según el propósito y el contexto.  Por ejemplo, algunas de ellas están elaboradas para ser leídas por estudiantes universitarios en un sistema semestral universitario (130 libros, Torrey Honors Institute), algunos están copilados para ser vendidos como un solo conjunto de volúmenes (500 books, Mortimer Adler), mientras que otros se orientan a la crítica literaria (2.400 libros, Harold Bloom).

## Concepto
Los Grandes Libros son aquellos que la tradición, y varias instituciones y autoridades, han considerado que constituyen o expresan mejor los fundamentos de la cultura occidental (el canon occidental es una designación similar pero más amplia); también se refiere a un programa de estudios o a un método de educación basado en una lista de tales libros. Mortimer Adler enumera tres criterios para incluir un libro en la lista:
- el libro tiene un significado contemporáneo, es decir, tiene relevancia para los problemas y cuestiones de nuestro tiempo;
- el libro es inagotable; se puede leer una y otra vez con provecho; "Este es un criterio exigente, un ideal que se alcanza plenamente con sólo un pequeño número de las 511 obras que seleccionamos. Se aproxima en diferentes grados por el resto."[3]
- el libro es relevante para un gran número de grandes ideas y grandes cuestiones que han ocupado las mentes de los individuos durante los últimos 25 siglos.[4]

## Origen
Thomas Jefferson, bien conocido por su interés en la educación superior, compiló con frecuencia listas de grandes libros para sus amigos y corresponsales, por ejemplo, para Peter Carr en 1785 y de nuevo en 1787.
En 1909, la Universidad de Harvard publicó una serie de 51 volúmenes de Los Grandes Libros, titulada Harvard Classics.  Estos volúmenes son ahora de dominio público.
Los Grandes Libros del Mundo Occidental surgió como resultado de una discusión entre académicos y educadores estadounidenses, iniciada en las décadas de 1920 y 1930 por el profesor John Erskine de la Universidad de Columbia, sobre cómo mejorar el sistema de educación superior devolviéndolo a la tradición occidental de las artes liberales de un amplio aprendizaje interdisciplinario. Entre estos académicos y educadores se encontraban Robert Hutchins, Mortimer Adler, Stringfellow Barr, Scott Buchanan, Jacques Barzun y Alexander Meiklejohn. La opinión entre ellos era que el énfasis en la escasa especialización de las universidades estadounidenses había perjudicado la calidad de la educación superior al no exponer a los estudiantes a los importantes frutos de la civilización y el pensamiento occidentales.
Estaban en desacuerdo tanto con una gran parte del sistema educativo existente como con la teoría educativa contemporánea. Los teóricos de la educación como Sidney Hook y John Dewey (ver pragmatismo) no estaban de acuerdo con la premisa de que había un cruce en la educación.

## Programa
El Programa Grandes Libros es un programa de estudios que hace uso de esta selección de textos. En la medida de lo posible, los estudiantes dependen de fuentes primarias. El énfasis está en la discusión abierta con orientación limitada por parte de un profesor o tutor. También se espera que los estudiantes escriban ensayos. 
En 1920, el profesor Erskine impartió el primer curso basado en el programa de " Los Grandes Libros", titulado "Honores Generales", en la Universidad de Columbia Ayudó a moldear el plan de estudios básico. Sin embargo, al principio fracasó poco después de su introducción debido a los desacuerdos entre los profesores sobre las mejores formas de impartir las clases y la preocupación por el rigor de los cursos. Así, el personal docente junior, incluyendo a Mark Van Doren y Mortimer Adler después de 1923, impartieron parte del curso. El curso se detuvo en 1928, pero posteriormente se reconstituyó.  Adler se fue a la Universidad de Chicago en 1929, donde continuó su trabajo sobre el tema, y junto con el presidente de la Universidad, Robert M. Hutchins, organizó un seminario anual de grandes libros. En 1937, cuando Mark Van Doren rediseñó el curso, ya se impartía en el St. John's College de Annapolis, además de en la Universidad de Chicago. Este curso se convirtió más tarde en Humanidades A para los estudiantes de primer año, y posteriormente evolucionó a Humanidades de Literatura. Los sobrevivientes, sin embargo, incluyen el  Core Curriculum de Columbia, el Common Core de Chicago y el Core Curriculum de la Universidad de Boston, cada uno fuertemente enfocado en los "grandes libros" del canon occidental. 
Un programa de Los Grandes Libros de una universidad o colegio universitario es un programa inspirado en el movimiento de Los Grandes Libros que comenzó en los Estados Unidos en la década de 1920. El objetivo de estos programas es volver a la tradición de las Artes Liberales Occidentales en la educación, como un elemento corrector de la especialización disciplinaria extrema común dentro de la academia. El componente esencial de tales programas es un alto grado de compromiso con textos primarios enteros, llamados los Grandes Libros. Los planes de estudio de los programas de Los Grandes Libros a menudo siguen un canon de textos considerados más o menos esenciales para la educación de un estudiante, como la República de Platón o la Divina Comedia de Dante. Estos programas a menudo se centran exclusivamente en la cultura occidental. Su empleo de textos primarios dicta un enfoque interdisciplinario, ya que la mayoría de los Grandes Libros no caen claramente bajo la prerrogativa de una sola disciplina académica contemporánea. Los programas de Los Grandes Libros a menudo incluyen grupos de discusión designados, así como conferencias, y tienen clases de tamaño reducido. En general, los estudiantes en tales programas reciben un grado anormalmente alto de atención de sus profesores, como parte del objetivo general de fomentar una comunidad de aprendizaje.
Solo hay unos pocos "Programas de los Grandes Libros" en funcionamiento. Estas escuelas se enfocan casi exclusivamente en el plan de estudios de Los Grandes Libros a lo largo de la inscripción y no ofrecen clases análogas a las que se ofrecen comúnmente en otras universidades.La primera y más conocida de estas escuelas es St. John's College en Annapolis y Santa Fe (programa establecido en 1937); fue seguido por Shimer College en Chicago, el Programa Integral en Saint Mary's College de California (1955), Thomas More College of Liberal Arts en Merrimack, New Hampshire, 
Northeast Catholic College en Warner, New Hampshire,  y Thomas Aquinas College en Santa Paula, California. Las escuelas más recientes con este tipo de currículo incluyen New Saint Andrews College en Moscú, Idaho, Gutenberg College en Eugene, Oregon (est. 1994), Harrison Middleton University en Tempe, Arizona (est. 1998), Wyoming Catholic College en Lander, Wyoming (est. 2005), y Imago Dei College en Oak Glen, California (est. 2010).
El Centro para el Estudio de las Grandes Ideas promueve la Gran Conversación que se encuentra en los Grandes Libros al proporcionar la guía de Adler y materiales de referencia a través de seminarios en vivo y en línea, consultas educativas y filosóficas, presencia internacional en Internet, acceso a la colección de libros, ensayos, artículos, revistas y programas de audio y vídeos. Los programas del centro son únicos en el sentido de que no reproducen otros programas existentes iniciados o desarrollados por Adler.

### Universidades
Más de 100 instituciones de educación superior en los Estados Unidos, Canadá y Europa mantienen alguna versión de un Programa de Grandes Libros como una opción para los estudiantes. Entre estas se encuentran:
Estados Unidos
- American Public University System[15]
- Azusa Pacific University Honors College[16]
- Baylor University, Great Texts[17]
- Biola University, Torrey Honors Institute[18]
- Boston College[19]
- Universidad de Boston[20]
- Universidad de Columbia
- Dharma Realm Buddhist University
- East Carolina University Thomas Harriot College of Arts and Sciences[21]
- Faulkner University
- Fordham University, Rose Hill, Honors Program
- Franciscan University of Steubenville[22]
- George Fox University, William Penn Honors Program[23]
- Gutenberg College[24]
- Harrison Middleton University[25]
- Hillsdale College
- Houston Baptist University, Honors College[26]
- Iona College
- Mercer University[27]
- Middlebury College[28]
- New York University, Gallatin Program, Liberal Studies Program
- Northeast Catholic College[29]
- Palm Beach Atlantic University[30]
- Pepperdine University[31]
- Saint Anselm College[32]
- St. John's College[33]
- Saint Mary's College of California (Moraga), Integral Liberal Arts Program[34]
- Shimer College[35]
- Templeton Honors College at Eastern University[36]
- Thomas Aquinas College[37]
- Thomas More College of Liberal Arts[38]
- University of Chicago[39]
- University of Dallas[40]
- University of Michigan[41]
- University of Nevada, Las Vegas[42]
- University of Notre Dame[43]
- University of San Francisco, St. Ignatius Institute[44]
- University of Texas at Austin, Thomas Jefferson Center[45]
- University of West Florida, Kugelman Honors Program[46]
- Wyoming Catholic College[47]
- Xavier University (Cincinnati)

Canadá
- The College of the Humanities en Carleton University, Ottawa[48]
- The Liberal Arts College en Concordia University, Montreal[49]
- Liberal Studies en Vancouver Island University[50]
- St. Thomas University (Nuevo Brunswick)[51]
- University of King's College (Foundation Year Programme)[52]
- The Arts One Program at the University of British Columbia[53]

Europa
- Universidad católica de Portugal[54]
- University of Beira Interior, Portugal[55]
- Universidad de Valencia (España), impulsado con la colaboración del IECO[56]
- Universidad Católica de Valencia[57]

Asia
- Ashoka University (India)[58]
- Ateneo de Manila University (Filipinas)[59]
- Shalem College (Israel)[60]

## Controversia
En la enseñanza contemporánea, el programa de estudios de Los Grandes Libros se discuso en el debate popular sobre el multiculturalismo, la educación tradicional, la "guerra cultural" y el papel del intelectual en la vida estadounidense. Gran parte de este debate se centró en las reacciones a la publicación de The Closing of the American Mind en 1987 de Allan Bloom.